# Aloe magnidentata
Aloe magnidentata é uma espécie de liliopsida do gênero Aloe, pertencente à família Asphodelaceae.